# JUNOS
JUNOS — операционная система, используемая в оборудовании компании Juniper Networks. Создана на основе 4-й ветки свободной ОС FreeBSD. Главный конкурент — операционная система IOS-XR компании Cisco Systems.

## ДополнительноеПО
В JUNOS существует возможность установки дополнительного ПО, которое распространяется в виде пакетов, подписанных соответствующим сертификатом Juniper Networks. Система управления пакетами JUNOS также унаследована от FreeBSD.

## Особенности
Пользовательское окружение представляет собой полноценную рабочую среду с набором классических (для FreeBSD) утилит. Однако внесение изменений в конфигурацию допускается только при помощи специальной утилиты — «cli». Этой же утилитой осуществляется управление всеми ASIC.
Серии оборудования Juniper Networks, работающие под управлением JUNOS:
- маршрутизаторы — M, MX, T
- сервисные шлюзы — SRX
- сервисные маршрутизаторы — J
- коммутаторы — EX
- коммутаторы для ЦОД - QFX

## cli
Командный интерфейс JUNOS позволяет как выполнять команды, так и вводить конфигурацию. Изменения в конфигурации не применяются до выполнения команды commit (предусмотрена возможность автоматического отката конфигурации на предыдущую, если она не была подтверждена в течение заданного времени). Поддерживается история версий (до 50 версий), к которым может производиться откат. Как и большинство других интерфейсов командной строки маршрутизаторов, поддерживает автодополнение по уникальной комбинации первых символов команды (например, sh int fe-1/1/1 ex будет расшифрованно как show interface fe-1/1/1 extensive). Автодополнение происходит не при интерпретации команды, а при нажатии пробела. Поддерживается контекстная справка (вызов — знак вопроса).
Конфигурация представляет собой директивы конфигурирования той или иной подсистемы. Директивы могут содержать вложенные элементы, описывающие настройку отдельных компонент. Например, конфигурация интерфейса ethernet может иметь вложенные настройки для отдельных подсетей, которые, в свою очередь, могут иметь вложенные настройки для различных протоколов (например, ip4 и ip6).
Оконечные узлы конфигурации (не содержащие вложенных элементов) заканчиваются точкой с запятой, содержащие вложенные элементы задают их с помощью фигурных скобок (точка с запятой в этом случае не ставится). Конфигурирование может осуществляться либо вводом готового текстового блока, либо использованием сокращённых директив с помощью команды set.
Например, команда set interface fe-1/0/0 unit 0 family inet address 10.1.1.1/24 будет эквивалентна файлу конфигурации:
```
interfaces {
    fe-1/0/0 {
        unit 0 {
           family inet {
                address 10.1.1.1/24;
       

```

## Распространение
JUNOS распространяется в трёх редакциях, которые отличаются лицензией:
- JUNOS Canada and U.S. — более известная как «Domestic version». Ранее не предназначалась для экспорта в другие страны кроме США и Канады, но в настоящее время, в рамках контракта на поддержку, эту редакцию можно получить по дополнительному запросу в службу поддержки. Единственным условием использования является соглашение о том, что полученная копия не будет использована на территории стран из определенного списка, публикуемого государственным департаментом США.
- JUNOS Worldwide — поставляется вместе с оборудованием Juniper Networks; лицензия данной редакции позволяет использовать JUNOS в любой стране, но имеет существенные ограничения на применение криптографических алгоритмов (например, отсутствует поддержка SSH).
- JUNOS-FIPS — редакция, соответствующая федеральным стандартам обработки информации США.